# Phippsiomeles
Phippsiomeles je rod ružovki sa pet vrsta grmova i drveća raširenih Meksiku i Srednjoj Americi.  
Kao novi rod opisan je u J. Syst. Evol. 57: 685 (2019).

## Vrste
1. Phippsiomeles guerreris (J.B.Phipps) B.B.Liu & J.Wen
2. Phippsiomeles matudae (Lundell) B.B.Liu & J.Wen
3. Phippsiomeles mexicana (Baill.) B.B.Liu & J.Wen
4. Phippsiomeles microcarpa (Standl.) B.B.Liu & J.Wen
5. Phippsiomeles oblongifolia (Standl.) B.B.Liu & J.Wen

## Sinonimi
Nema.